# Katsuji Uezu
Katsuji Uezu (上江州克次?, Uezu Katsuji; Aichi, 25 febbraio 1975) è un pilota motociclistico giapponese, ritiratosi dall'attività agonistica.

## Carriera
Le sue presenze nelle competizioni del motomondiale sono limitate a quelle ottenute grazie a wild card per partecipare ad alcune edizioni del Gran Premio motociclistico del Giappone, sempre in classe 125 e con motociclette Yamaha.
L'esordio risale all'edizione del 1997, nella classe 125 con una Yamaha; in questo frangente conclude la gara al diciassettesimo posto ossia a ridosso della zona punti. Disputa nuovamente il Gran Premio del Giappone nel 1999 migliorando le sue prestazioni: è quinto al traguardo e i punti così ottenuti gli consentono di classificarsi al ventiquattresimo posto nel mondiale. Nel 2000 disputa nuovamente il Gran Premio di casa classificandosi quindicesimo.

## Risultati nel motomondiale
| 1997 | Classe | Moto   |  |    |  |  |  |  |  |  |  |  |  |  |  |  |  |  | Punti | Pos. |
| ---- | ------ | ------ |  | -- |  |  |  |  |  |  |  |  |  |  |  |  |  |  | ----- | ---- |
| 1997 | 125    | Yamaha |  | 17 |  |  |  |  |  |  |  |  |  |  |  |  |  |  | 0     |      |

| 1999 | Classe | Moto   |  |   |  |  |  |  |  |  |  |  |  |  |  |  |  |  | Punti | Pos. |
| ---- | ------ | ------ |  | - |  |  |  |  |  |  |  |  |  |  |  |  |  |  | ----- | ---- |
| 1999 | 125    | Yamaha |  | 5 |  |  |  |  |  |  |  |  |  |  |  |  |  |  | 11    | 24º  |

| 2000 | Classe | Moto   |  |  |    |  |  |  |  |  |  |  |  |  |  |  |  |  | Punti | Pos. |
| ---- | ------ | ------ |  |  | -- |  |  |  |  |  |  |  |  |  |  |  |  |  | ----- | ---- |
| 2000 | 125    | Yamaha |  |  | 15 |  |  |  |  |  |  |  |  |  |  |  |  |  | 1     | 34º  |

| Legenda | 1º posto        | 2º posto            | 3º posto            | A punti      | Senza punti        | Grassetto – Pole position Corsivo – Giro più veloce |
| Legenda | Gara non valida | Non qual./Non part. | Ritirato/Non class. | Squalificato | '-' Dato non disp. | Grassetto – Pole position Corsivo – Giro più veloce |